# イースト・オブ・エデン
イースト・オブ・エデン（East of Eden）は、イギリスのプログレッシブ・ロック・バンドで、1970年にシングル「Jig-a-Jig」でイギリスでトップ10ヒットを記録した。この曲は彼らの他の作品とはスタイル的に異なるものだった。シンフォニック・プログレッシブ・バンドだと考える人もいるが、そのスタイルは主にジャズ指向であると述べる人もいる。

## 略歴
彼らのプロとしてのキャリアは1967年にブリストルで、デイヴ・アーバス（Dave Arbus、1941年10月8日 - 、レスター生まれ、ヴァイオリン、フルート、サックス、トランペット）、ロン・ケインズ (Ron Caines、1939年12月13日 - 、ブリストル生まれ、アルトサックス)、ジェフ・ニコルソン (Geoff Nicholson、1948年6月27日 - 、ブリストル近郊生まれ、ギター、ボーカル)、マイク・プライス（Mike Price、ベース）、スチュアート・ロッシター（Stuart Rossiter、ドラム）によって「Pictures of Dorian Grey（ドリアン・グレイの肖像）」として結成されたときに始まった。プライスは1968年春に脱退し、テリー・ブレイス（Terry Brace、1943年9月28日 - 、ブリストル生まれ）に交代した。同時にボーカリストのアル・リード（Al Read、1942年3月26日 - 、ロンドン・チェルシー生まれ）も加わった。
このラインナップで、バンドは1968年7月25日に非常にレアなシングル「King of Siam」をリリースした。彼らは映画『悪魔のような恋人（Laughter in the Dark）』に出演している。
ブレイスは1968年9月に脱退し、スティーヴ・ヨーク（1948年4月24日 - 、ロンドン生まれ）に交代。ロッシターも脱退し、1968年9月にデイヴ・デュフォート（Dave Dufortb、1947年 - 、ロンドン生まれ）に交代した。1968年に彼らはロンドンに移り、デラム・レコードとレコーディング契約を交わす。1969年2月にデュフォートが脱退、1969年6月にジェフ・ブリトン（Geoff Britton、1943年8月1日 - 、サウスイーストロンドン、ルイシャム生まれ、後にウイングスに加入）に交代となった。ヨークも1969年6月に脱退し、ベーシストのアンディ・スネドン（Andy Sneddon、1946年5月8日 - 、スコットランド、エアシャー、キルバーニー生まれ）が加わった。
1969年、彼らはアルバム『世界の投影』をリリースし、その後すぐにアルバム『錯乱』（1970年）、およびヨーロッパのみのコンピレーション・アルバム『ジグ・ア・ジグ』が1971年にリリースされた。『錯乱』は全英アルバムチャートのトップ30に到達し、シングル「Ramadhan」はフランスで2位となった。ケインズとニコルソンはハーヴェスト・レコードからの失敗した首切りによって1970年代にバンドを脱退した。アーバスもこの時期に脱退し、ジョー・オドネル（Joe O'Donnell、1948年12月26日 - 、アイルランドのリムリック県リムリック）へと交代した。バンドはレコーディングとヨーロッパでのツアーを引き続き行った。
オリジナル・ギタリストのニコルソンが1970年5月に脱退。さまざまなメンバー・チェンジが行われた後、バンドは1978年に解散した。後期ラインナップの重要なメンバーには、ボーカリストのアル・リード、ベーシストのテレンス・ブレイス、ベーシストのアンディ・スネドン、ベーシストでボーカリストのデヴィッド・ジャック（David 'Davy' Jack、1940年1月24日 - 、スコットランドのストラスクライド・グラスゴー生まれ）、ドラマーのジェフ・アレン（Jeff Allen、1946年4月23日 - 、ダービーシャー州マトロック生まれ、1970年6月から）、ベーシストでボーカリストのマーティン・フィッシャー（Martin Fisher、1947年 - 、キングストンアポンテムズ、サリー生まれ）、ヴァイオリニストのジョー・オドネル（1973年3月から）、アラン・パークス（Alan 'Al' Perkes、1949年5月26日 - 、ロンドン東部、ボウ生まれ）、ギタリストのガース・ワット＝ロイ（Garth Watt-Roy、1947年12月 - 、インド・ボンベイ生まれ、1972年2月から）がいた。
アーバス、ケインズ、ニコルソンのコア・メンバー3人は1996年に再結集し、翌年にアルバム『Kalipse』を発表した。このアルバムは以前の作品のほとんどと同様にカルト・ヒットとなっている。
アーバスはザ・フーのドラマーであるキース・ムーンの友人で、彼に招かれてザ・フーのアルバム『フーズ・ネクスト』（1971年）の収録曲「ババ・オライリィ」のヴァイオリン・ソロを演奏した。後に「フィドラーズ・ドラム」のメンバーとなった。

## ディスコグラフィ

### アルバム
- 『世界の投影』 - Mercator Projected (1969年、Deram)
- 『錯乱』 - Snafu (1970年、Deram)
- 『ジグ・ア・ジグ』 - Jig-A-Jig (1971年、Deram) ※コンピレーション
- 『イースト・オブ・エデン』 - East Of Eden (1971年、Harvest)
- 『ニュー・リーフ』 - New Leaf (1971年、Harvest)
- Another Eden (1975年、Harvest)
- Here We Go Again (1976年、EMI)
- It's The Climate (1977年、EMI)
- Silver Park (1978年、EMI)
- Kalipse (1997年、Transatlantic)
- Armadillo (2001年、Blueprint)
- Graffito (2005年、Eclectic)